# Roberta Bianconi
Pour les articles homonymes, voir Bianconi.
Roberta Bianconi, née le 8 juillet 1989 à Rapallo, est une joueuse de water-polo italienne, attaquante de l'Olympiakos du Pirée.
Elle est championne d'Europe en 2012 et médaillée de bronze lors des Championnats du monde de 2015 à Kazan.